# کاکتوس‌های ستونچه‌ای
کاکتوس‌های ستونچه‌ای (نام علمی: Neolloydia) نام یک سرده از تبار کاکتوسی‌تباران است.